# Zagreb film
Zagreb film je filmsko poduzeće koje je 1953. godine osnovalo Društvo filmskih radnika Hrvatske. Studiom za crtani film, 1956. godine, započinje povijest i stvaralačko razdoblje do današnjih dana te okuplja autore i artiste koji će kroz buduće razdoblje biti nazvani majstorima, a Studio u kojem su stvarali, Zagrebačka škola crtanog filma.
Tijekom 62 godine, Zagreb film je dobio više od 400 nagrada na festivalima širom svijeta. Među njima je i nagrada američke filmske akademije – Oskar za najbolji animirani film 1961. godine za film Surogat autora Dušana Vukotića.
Bogatstvo žanrova i različiti stilovi koji su godinama rasli u Zagrebu, bili su razlogom da francuski filmski teoretičar, kritičar i povjesničar Georges Sadoul stvori naziv "zagrebačka škola crtanog filma", koji je potom postao zaštitni znak za kvalitetne i inovativne filmove napravljene u Zagrebu.
Osim art filmova, Zagreb film proizvodi igrane i dokumentarne filmove. Poznate su i animirane serije za djecu iz produkcije Zagreb filma, poput Inspektora maske, Profesora Baltazara, Malih letećih medvjedića i Maxi Cata. Većina ovih filmova distribuirana je internacionalno, a najveći uspjeh na svjetskoj razini postigao je poznati lik Profesora Baltazara.
Od prosinca 2004. godine ravnatelj Zagreb filma je redatelj Vinko Brešan.

## Crtane serije
- Zmija
- Inspektor Maska
- Profesor Baltazar
- Maxi Cat

## Ko-produkcije
- Mali leteći medvjedići (Ko-produkcija sa Cine Group)
- Lutka snova
- Čovjek zagađivač (Ko-produkcija s National Film Board of Canada)
- Cvrčak i mravica

## Vanjske poveznice
- Službene stranice Zagreb filma
- Službena Facebook stranica
- Službena Instagram stranica
- Službena Twitter stranica
- Službeni YouTube kanal